# Fakó zuzmószövő
A fakó zuzmószövő (Eilema lurideola) a kvadrifid bagolylepkefélék családjába tartozó, Eurázsiában honos lepkefaj. 

## Megjelenése
A fakó zuzmószövő szárnyfesztávolsága 30-37 mm. Feje sárga, testének nagyobbik része szürke, a hím farpamacsa és a nőstény potrohvége sárga; a hasoldal is sárgás szőrzetű. Csápjai és lábai szürkék, halványsárga pikkelycsíkkal. Az elülső szárny sötétszürke, világosabb csillogással, a tövében kis barnás behintés is lehet. Elülső szegélyén sárga csík található, amely nem fut ki a csúcsig és a vége felé hirtelen elkeskenyedik. A rojt sárga. A hátulsó szárny sárga, a tövének erei mentén néha kis szürkés pikkelyzet található. Az elülső szárny fonákja sötétszürke, a szegélyek szélesen sárgák, a külső szegélynél a határvonal elmosódó, erősen ívelt. A hátulsó szárny fonákja halványsárga.
Változékonysága nem számottevő. 
Petéje kerekded, halványzöld színű.
Hernyója szürkésfekete, oldalain szaggatott narancssárga sávval. Szőrzete sárgával kevert fekete. Bábja zömök, vörösbarna, csillogó felszínű.

### Hasonló fajok
A déli zuzmószövő és a közönséges zuzmószövő hasonlít hozzá. 

## Elterjedése
Európában és Ázsia mérsékelt övi régióiban honos. Megtalálható a Brit-szigeteken és Dél-Skandináviában is. Magyarországon országszerte előfordul. 

## Életmódja
Nem túl száraz erdőszélek, ligeterdők, hegyvidéki erdők, lápok, bozótosok, sziklalejtők lakója.  
Évente két nemzedéke nő fel, imágóival június-júliusban és augusztus-szeptemberben lehet találkozni. Hernyója a fatörzseken, köveken megtelepedett zuzmókkal, mohákkal, elhalt növényi anyagokkal táplálkozik. Hernyóként telel át, majd a következő évben szürkésbarna szövedékben bebábozódik. 

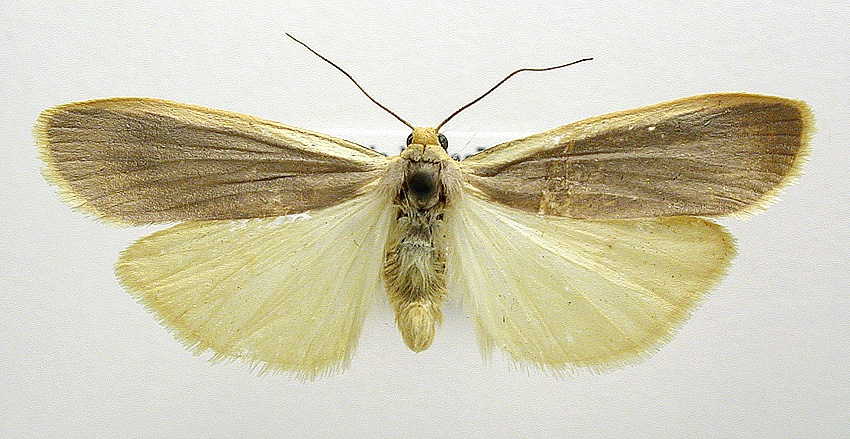
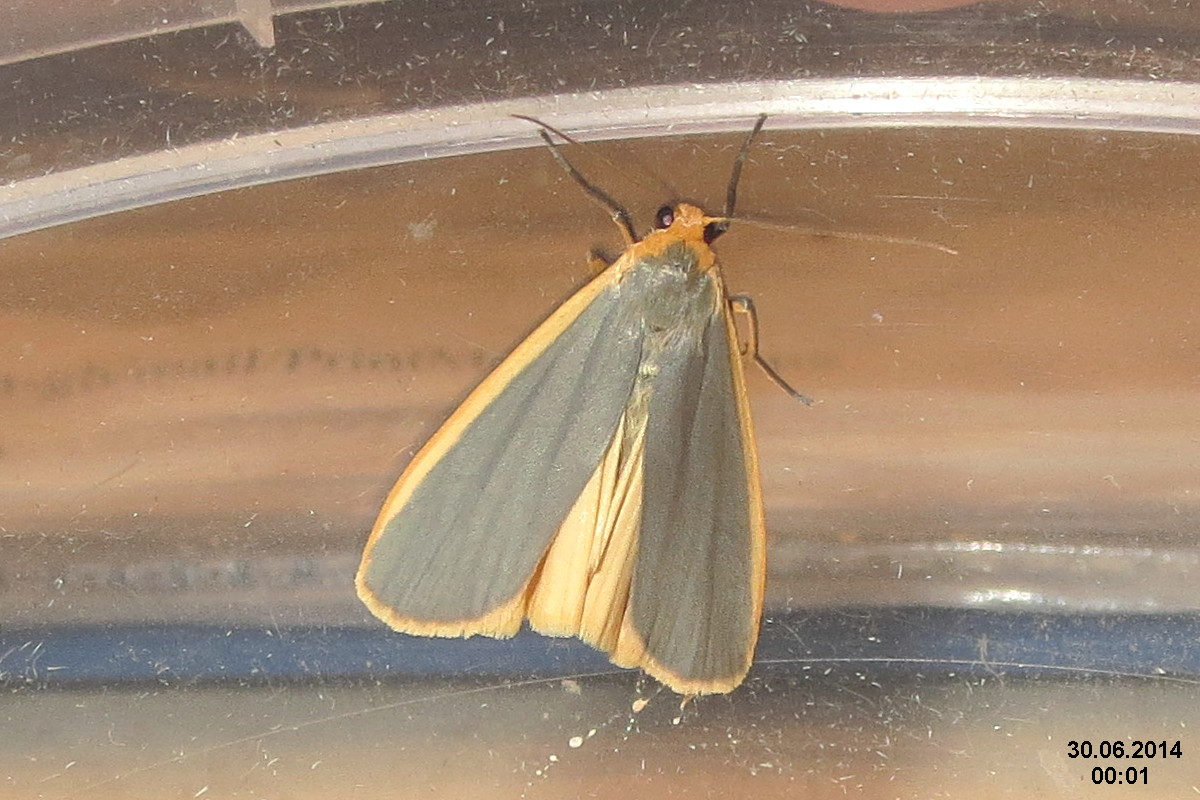
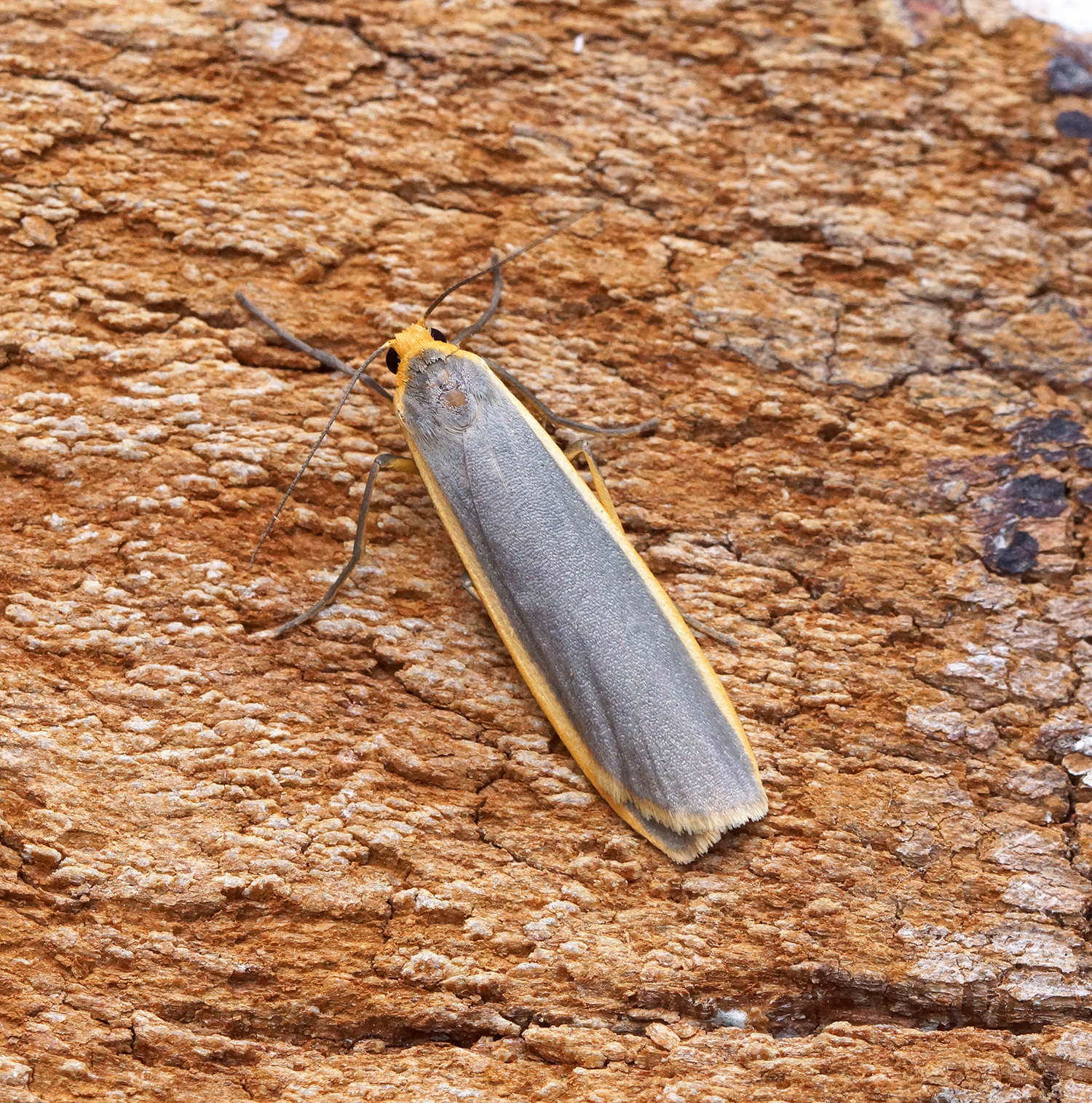
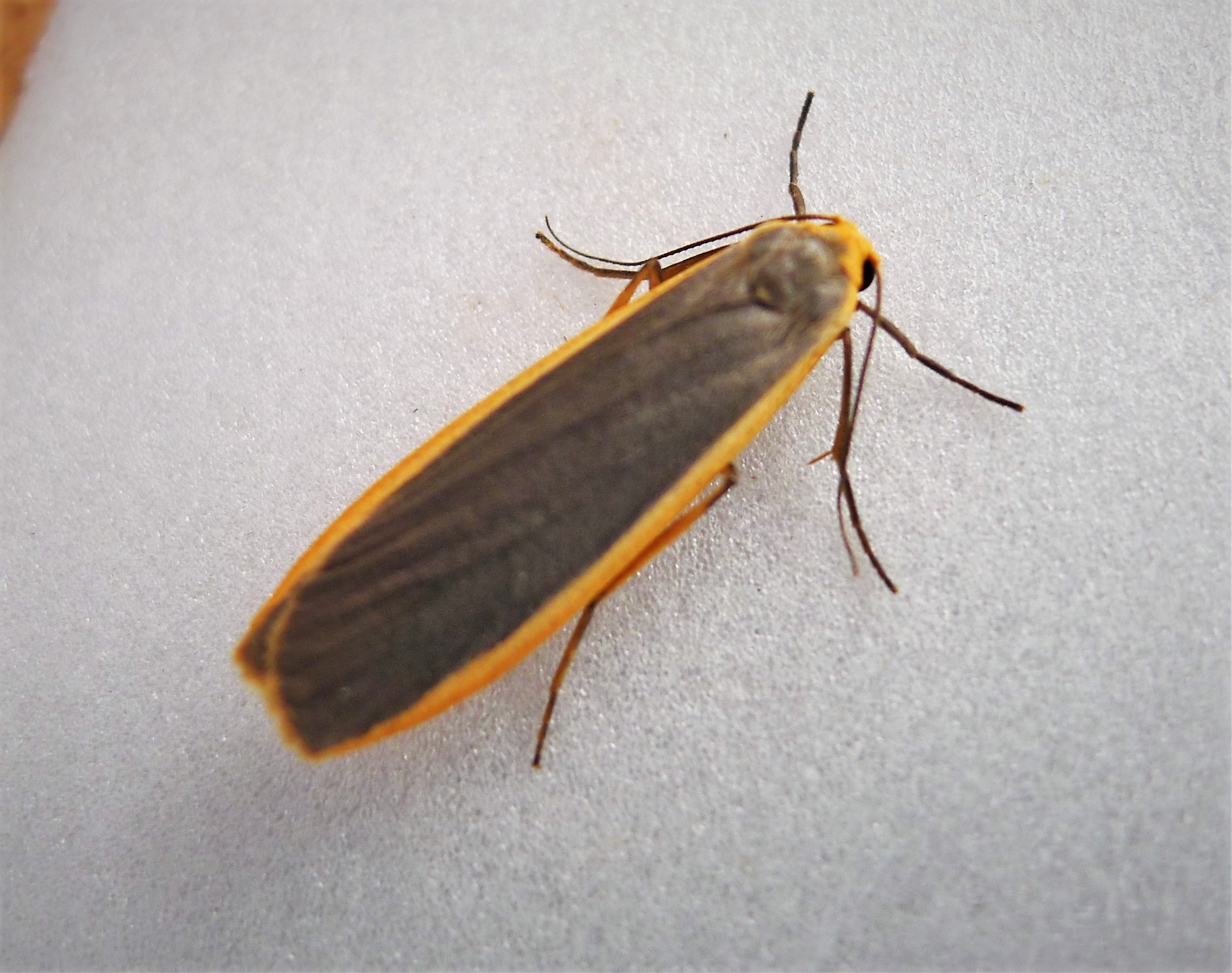
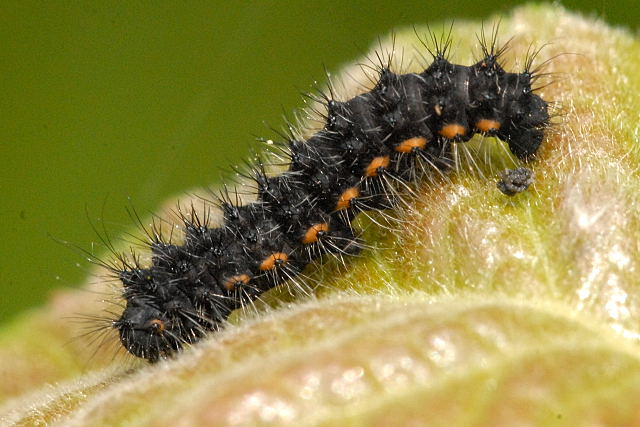

Magyarországon nem védett. 